# Лукошкинский
Луко́шкинский — посёлок при станции в сельском поселении Донской сельсовет Задонского района Липецкой области. Стоит на железнодорожной линии Грязи — Елец (пл. 215 км).
Начал создаваться на базе Лукошкинского карьера в 1958 году. В 1976 году получил нынешнее название — по близлежащей деревне Лукошкино .
На юго-западе Лукошкинского находится озеро.
В 2,5 км восточнее находилась деревня Попов Куст.

## Население
| 2010 |
| ---- |
| 173  |